# Motorföraren
Motorföraren var en medlemstidning för MHF, MHF Ungdom och MHF Camping Club grundad 1927. Den utkom i slutet av 2010-talet med sju utgåvor om året, i en upplaga på 16 500 exemplar (2018).

## Historik och innehåll
Motorföraren var en av Sveriges äldsta tidskrifter som särskilt bevakade trafiksäkerhetsfrågor med tyngdpunkt på trafiknykterhet, trafiksäkerhet och miljö. Den startades 1927, året efter MHF:s bildande. 
Tidningen fanns i 96 år, fram till 2023. Redaktionen testade samt provkörde i varje utgåva aktuella bilar, husbilar och husvagnar. Tidningen utdelade årligen, med hjälp av en jury med svenska motorjournalister, priset för Årets familjebil.
2023 beslutade förbundet att lägga ner tidningen, bland annat på grund av kostnader. Förbundet hade då också ett vikande medlemstal. Sista numret kom ut i december detta år. Då producerades tidningen av en redaktion med två deltidsanställda samt material inköpt av frilansare.
Tidningens siste chefredaktör var Mikael Lindberg. Han var även ansvarig utgivare från 2017 till 2023. Lindberg befarar att nedläggningen av tidningen kan riskera ett fortsatt medlemstapp, eftersom tidningen varit en återkommande påminnelse om MHF:s verksamhet. Den var enligt enligt Lindberg även förbundets viktigaste opinionsbildare och har nått poliser, politiker och andra beslutsfattare.
De sju olika regionorganisationerna inom MHF ger ut egna medlemstidningar. 2023 var planen att dessa tidningar, som produceras via ideellt arbete, skulle fortsätta ges ut.